# John Edwards (musicus)

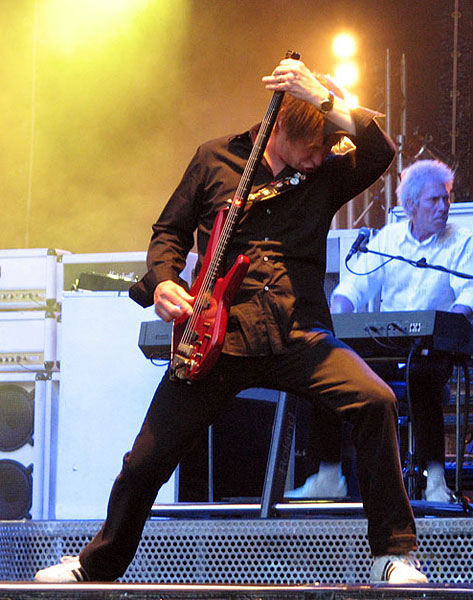
John Edwards in 2007

John Edwards (9 mei 1953, Chiswick, Londen) is bassist van de Britse rockband Status Quo. Edwards heeft gespeeld bij Peter Green, Climax Blues Band en Dexy's Midnight Runners.
Bij Status Quo is Edwards niet alleen verantwoordelijk voor de baspartijen. Ook het (mede) schrijven/componeren van verschillende nummers neemt hij voor zijn rekening.
Edwards leerde als kind klassiek viool spelen en won op 11-jarige leeftijd een beurs voor de London College of Music. Op de basgitaar was John voor het eerst te horen op de hit Magic Fly van de Franse groep Space. Later kwam hij terecht bij de band van Judie Tzuke, waar hij de bijnaam "Rhino" kreeg vanwege zijn onhandigheid.
Op het moment dat hij werkt met Jeff Rich werden ze beiden benaderd door Rick Parfitt, die hen vroeg mee te spelen op zijn geplande solo-album.
Toen Status Quo in 1986 opnieuw op tournee ging werd Edwards gevraagd om Alan Lancaster te vervangen. Hij is ook actief in twee eigen bands: Rhino's Revenge (waarvan in 2000 een album verscheen), en Woodedz, met zoons Max op drums en Freddie op gitaar.